# Aaptos conferta
Aaptos conferta is een sponssoort in de taxonomische indeling van de gewone sponzen (Demospongiae). Het lichaam van de spons bestaat uit kiezelnaalden en sponginevezels, en is in staat om veel water op te nemen. 
De spons komt uit het geslacht Aaptos en behoort tot de familie Suberitidae. Aaptos conferta werd in 1994 voor het eerst wetenschappelijk beschreven door Kelly-Borges & Bergquist.